# Geltrude
Geltrude  è un nome proprio di persona italiano femminile.

## Varianti
- Femminili: Gertrude[2][4][5], Gertruda[5]
- Maschili: Geltrudo[2]

### Varianti in altre lingue
- Asturiano: Getrudis[6]
- Basco: Gerturde[6], Gertirudi[6]
- Catalano: Gertrudis[6]
- Ceco: Gertruda
- Croato: Gertruda
- Finlandese: Kerttu[3]
- Francese: Gertrude[7]
- Galiziano: Xertrude[6]
- Germanico: Gerdrud[8], Geretrudis[3][7][8], Geratrudis[8], Gertrud[3][8], Cartrud[8]
- Inglese: Gertrude[3]
  - Ipocoristici: Trudy[3], Trudie[3], Trudi[3], Gertie[3]
- Islandese: Geirþrúður
- Latino: Gertrudes[5]
- Lituano: Gertrūda[3]
- Norvegese: Gjertrud
  - Ipocoristici: Trude[3]
- Olandese: Geertruida[3], Gertruida[3], Gertrude[3]
  - Ipocoristici: Truus[3], Trudy[3], Trudie[3], Gertie[3], Geertje[3]
- Polacco: Gertruda[3]
- Portoghese: Gertrudes[3]
- Slovacco: Gertrúda
- Spagnolo: Gertrudis[3][6]
- Svedese: Gertrud
- Tedesco: Gertrud[1][3], Gertrude[3], Gertraud[1][3]
  - Ipocoristici: Trudi[3]
- Ungherese: Gertrúd[3]

## Origine e diffusione
Deriva da un nome germanico attestato in varie forme, quali Gerdrud e Geretrudis: è formato da ger (o gaira, "lancia") combinato con drud (o druda o trut, "amico", "caro", "amato"), con thrud ("forza") oppure con traud ("abile", "idonea"), anche se non mancano ipotesi che lo riconducono a diverse altre radici germaniche. Analogamente agli altri nomi germanici, non ha un significato complessivo preciso: alcune interpretazioni includono "amica della lancia", "lancia fedele", "lancia forte", "lancia di forza".
In italiano è giunto tramite le forme tedesche Gertrud e Gertraud, adattadosi per motivi fonetici nella forma Geltrude; diffusosi grazie al culto di diverse sante con tale nome, è usato quasi solo al femminile, anche se sono attestate forme maschili. In Inghilterra venne probabilmente portato da coloni dei Paesi Bassi attorno al XV secolo.

## Onomastico

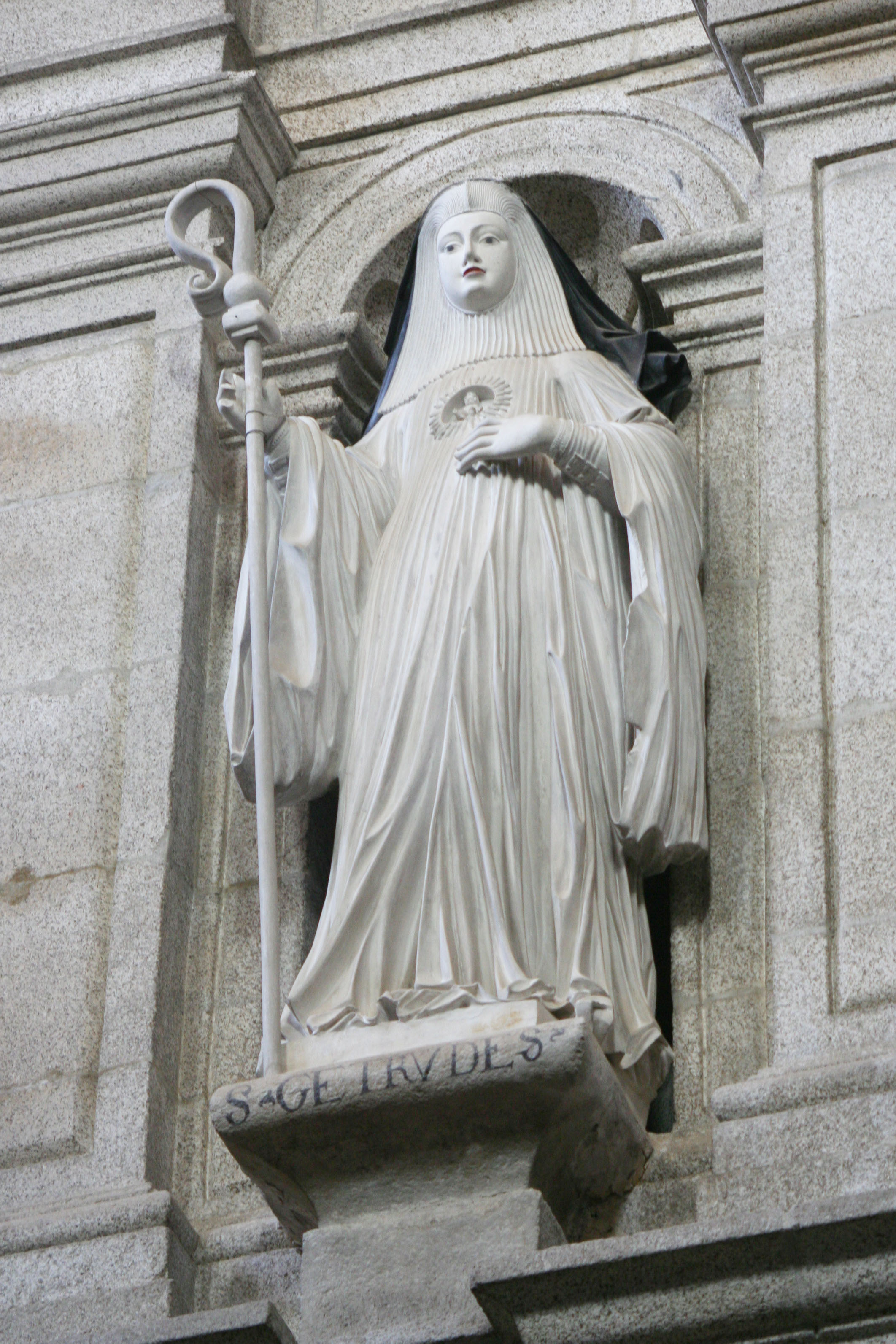
Statua raffigurante santa Gertrude di Helfta nel monastero di Arouca (Portogallo)

L'onomastico si può festeggiare in memoria di più sante e beate, alle date seguenti:
- 6 gennaio, beata Gertrude, badessa benedettina a Traunkirchen[10]
- 6 gennaio, beata Gertrude van Oosten, religiosa beghina olandese[10]
- 18 febbraio, santa Geltrude Comensoli, fondatrice dell'Istituto delle Suore Adoratrici del Santissimo Sacramento[10][11]
- 17 marzo, santa Gertrude, la più giovane delle figlie dei santi Pipino e Itta, succeditrice di sua madre alla guida dell'abbazia di Nivelles[10][11]
- 17 marzo, beata Gertrude, figlia di sant'Edvige di Andechs, badessa a Trzebnica[10]
- 13 agosto, beata Gertrude, figlia di santa Elisabetta d'Ungheria, badessa premonstratense ad Altenberg[10][11]
- 13 settembre, beata Gertrude Prosperi, in religione suor Maria Luisa Angelica, mistica e badessa benedettina presso Trevi[10][11]
- 7 novembre, santa Gebetrude o Gertrude, badessa di Remiremont[10]
- 16 novembre, santa Gertrude, detta "la Grande", monaca benedettina a Helfta (presso Eisleben)[3][10][11]
- 20 novembre, beata Gertrudis Rita Florència Surís Brusola, religiosa, martire della guerra civile spagnola[10]
- 6 dicembre, santa Gertrude, detta "l'Anziana", vedova, fondatrice e prima badessa del convento di Hamage[10]

## Persone
- Geltrude Comensoli, religiosa italiana
- Geltrude Righetti, contralto italiano

### Variante Gertrude

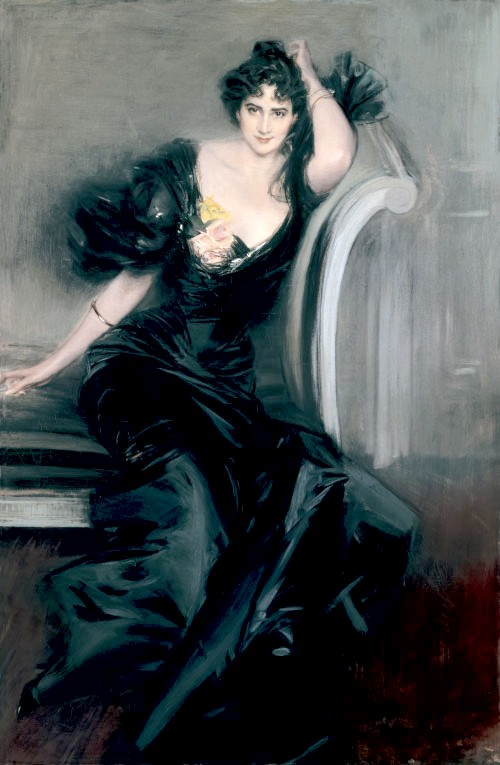
Gertrude Elizabeth Blood

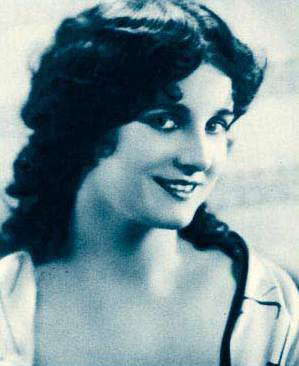
Gertrude Olmstead

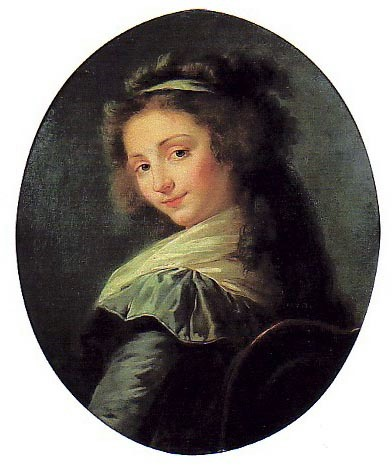
Gertrud Elisabeth Mara

- Gertrude d'Asburgo-Lorena, membro della dinastia d'Asburgo-Lorena
- Gertrude di Helfta, religiosa e santa tedesca
- Gertrude di Merania, regina d'Ungheria
- Gertrude di Nivelles, badessa e santa franca
- Gertrude Elizabeth Margaret Anscombe, filosofa britannica
- Gertrude Astor, attrice statunitense
- Gertrude Bambrick, attrice e coreografa statunitense
- Gertrude Bell, archeologa, politica, scrittrice e agente segreta britannica
- Gertrude Elizabeth Blood, giornalista, scrittrice, drammaturga e redattrice irlandese
- Gertrude Ederle, nuotatrice statunitense
- Gertrude Falkenstein, moglie morganatica di Federico Guglielmo d'Assia-Kassel
- Gertrude Lawrence, attrice e cantante britannica
- Gertrude Olmstead, attrice statunitense
- Gertrude Robinson, attrice statunitense
- Gertrude Stein, scrittrice, poetessa e femminista statunitense
- Gertrude Thanhouser, sceneggiatrice e attrice statunitense
- Gertrude Vanderbilt Whitney, scultrice, mecenate e collezionista d'arte statunitense
- Gertrude Weaver, supercentenaria statunitense

### Variante Gertrud
- Gertrud Bing, storica dell'arte tedesca
- Gertrud Gabl, sciatrice alpina austriaca
- Gertrud Grunow, cantante e pianista tedesca
- Gertrud Kolmar, poetessa tedesca
- Gertrud Luckner, attivista tedesca
- Gertrud Mair, annunciatrice televisiva italiana
- Gertrud Elisabeth Mara, soprano tedesco
- Gertrud von Le Fort, scrittrice tedesca

### Altre varianti
- Trudi Birger, biologa e scrittrice tedesca naturalizzata israeliana
- Anna Louisa Geertruida Bosboom-Toussaint, scrittrice olandese
- Trudi Canavan, scrittrice australiana
- Gertrudis Gómez, cestista cubana
- Gertrudis Gómez de Avellaneda, scrittrice cubana
- Gertrúd Stefanek, schermitrice ungherese
- Trudie Styler, attrice e produttrice cinematografica britannica
- Geertje Wielema, nuotatrice olandese
- Margaretha Geertruida Zelle, vero nome di Mata Hari, danzatrice e agente segreta olandese

## Il nome nelle arti
- Gertrude è, nell'Amleto, la regina, madre del protagonista.
- Gertrude, detta "la Signora di Monza", è un personaggio del romanzo di Alessandro Manzoni I Promessi Sposi.
- Gertrude è un personaggio del Ciclo dell'Eredità, scritto da Christopher Paolini.
- Zia Gertie è un personaggio del film della Disney del 1999 Topolino e la magia del Natale.
- Trudy è un personaggio della Banda Disney.
- Gertrude Folaga è un personaggio Disney ideato da Don Rosa per il suo albero genealogico dei paperi, tuttavia mai apparso in alcuna storia.
- Gertrud Kanning è un personaggio del film del 1964 Gertrud, diretto da Carl Theodor Dreyer.
- Trudy Monk è un personaggio della serie televisiva Detective Monk.
- Gertrude Verbanski è un personaggio della serie televisiva Chuck.